# Alfred Deakin

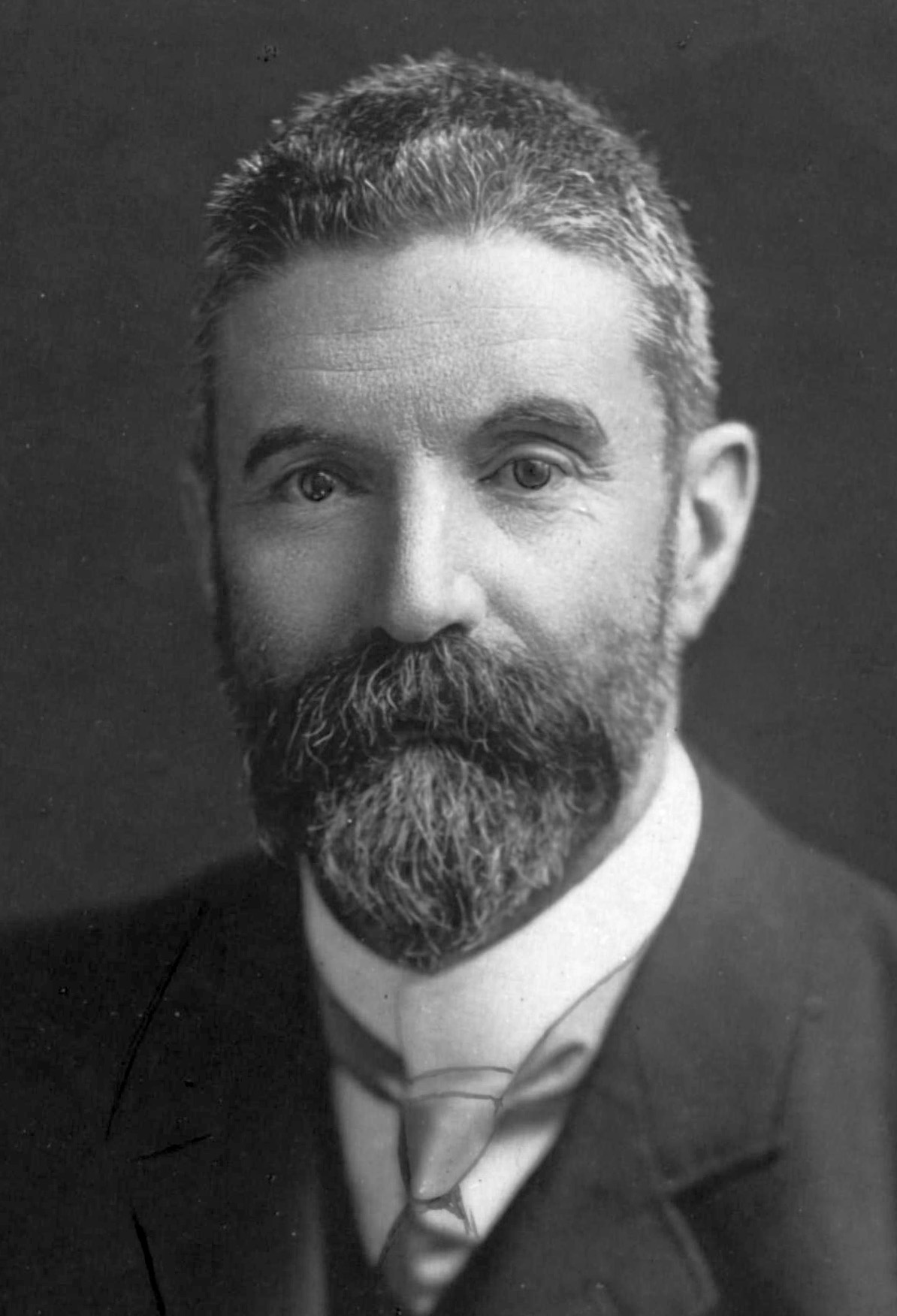
Alfred Deakin

Alfred Deakin (* 3. August 1856 in Melbourne, Australien; † 7. Oktober 1919 ebenda) war ein Politiker der Protectionist Party und dreimaliger Premierminister Australiens.

## Biografie
Alfred Deakin, im Melbourner Stadtteil Fitzroy geboren, war das jüngste von zwei Kindern von William Deakin und Sarah Bill, die 1849 von England nach Adelaide auswanderten. Er besuchte eine Grundschule der Anglikanischen Kirche in Melbourne und anschließend die Universität Melbourne, wo er Jura studierte, 1878 wurde er als Anwalt zugelassen. Da er in seinem Beruf nur wenig Arbeit fand, betätigte er sich als Journalist für eine Zeitung. Er behielt sein Interesse am Journalismus zeitlebens bei und schrieb auch während seiner späteren politischen Karriere regelmäßig, aber anonym für die Londoner Zeitung Morning Post. Dort äußerte er sich zur australischen Politik und vertrat eine Schutzzollpolitik, die er nur mit Hilfe der Australian Labor Party durchsetzen konnte.
Als Vertreter des Wahlbezirks West Bourke bekam er 1880 einen Sitz im Kolonialparlament Victorias, den er bis 1889 behielt. Als Verfechter der Föderation wurde er von Edmund Barton, dem ersten Premierminister Australiens, als Mitglied in sein erstes Kabinett berufen und erhielt das Amt des Generalstaatsanwalts, welches er während dessen gesamter Regierungszeit Bartons auch behielt.
Er war der zweite Premierminister von Australien und wurde dreimal in das Amt berufen, und zwar
- vom 24. September 1903 bis zum 27. April 1904,
- vom 5. Juli 1905 bis zum 13. November 1908 und
- vom 2. Juni 1909 bis zum 29. April 1910.

In seiner ersten und zweiten Amtszeit als Premierminister übte er auch die Stellung eines Außenministers aus. Von 1904 bis 1905 war er Führer der Opposition im Parlament.
Deakin heiratete 1882 Pattie Brown, mit der er 3 Kinder hatte. Um 1891 trat er der Theosophischen Gesellschaft (TG) bei und war Gründungsmitglied einer theosophischen Loge in South Yarra. Vor allem sein Interesse am Buddhismus war für den Beitritt ausschlaggebend gewesen, als sich die TG in den folgenden Jahren mehr und mehr auch anderen Religionen zuwandte, trat Deakin 1896 wieder aus der TG aus.
Deakin starb am 7. Oktober 1919 im Melbourner Stadtteil South Yarra. Nach ihm ist die 1974 gegründete Deakin University in Melbourne und Geelong benannt. Zudem ist er Namensgeber für den Mount Deakin, einen Berg im Transantarktischen Gebirge, und für die Deakin Bay, eine Bucht an der ostantarktischen Georg-V.-Küste.

## Werke
- Federated Australia. Selections from Letters to the "Morning Post", 1900-10, hg. von J.A. La Nauze, Melbourne University Publishing, Melbourne 1968, ISBN 0-522-83842-1.